# LAME

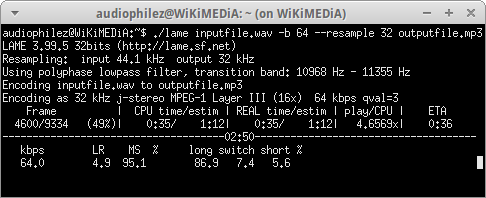
LAME v3.99.5

LAME (acrónimo recursivo de LAME Ain't an MP3 Encoder, Lame não é um codec MP3) é um codificador (codec) de MPEG Audio Layer III (MP3) que pode ser usado com a maioria dos programas que convertem arquivos WAV em arquivos MP3 ou a partir de outros formatos ou suportes.
Tem a possibilidade de se escolher a taxa de bits (qualidade, 128 Kbps, 160 Kbps, variável, ..) e o modo joint stereo. Este software está sob uma licença open source, o qual permite que pessoas em todo o mundo trabalhem no seu desenvolvimento.
Este codec funciona por linha de comandos ou integrado noutras aplicações capazes de usá-lo, como: Exact Audio Copy, dBpoweramp, Audacity, AudioCrusher, Audiograbber, Text Aloud MP3, Easy CD-DA Extraction, CDex, ALF, etc.